# Под стакленим звоном
„Под стакленим звоном” је југословенски ТВ филм из 1968. године. Режирао га је Здравко Шотра а сценарио је написао Звонимир Мајдак.

## Улоге
| Глумац                | Улога |
| --------------------- | ----- |
| Светлана Бојковић     |       |
| Тони Лауренчић        |       |
| Светолик Никачевић    |       |
| Васа Пантелић         |       |
| Слободан Цица Перовић |       |
| Љиљана Седлар         |       |
| Растко Тадић          |       |